# Somatotropinski receptor
Somatotropinski receptor (Receptor hormona rasta) je protein koji je kod ljudi kodiran GHR genom. GHR ontolozi su identifikovani kod većine sisara.
Ovaj protein je transmembranski receptor za hormon rasta. Vezivanje hormona rasta za receptor dovodi do dimerizacije receptora (receptor može da postoji i u obliku nefunkcionalnog dimera) i aktivacija intra- i intercelularne transdukcije signala dovodi do rasta. Čest alternativni alel ovog gena, koji se naziva GHRd3, nema treći ekson. Mutacije tog gena su vezane za sindrom Larona, takođe poznat kao sindrom intenzitivnosti hormona rasta (GHIS). Ovaj poremećaj uzrokuje nizak rast (proporcionalni patuljasti rast).

## Interakcije
Somatotropinski receptor formira interakcije sa SGTA, , Janus kinazom 2, supresorom citokinske signalizacije 1 i CISH.

## Spoljašnje veze
- Somatotropin+receptors на 